# Catedral de la Natividad de la Madre de Dios (Košice)
La Catedral de la Natividad de la Madre de Dios o simplemente Catedral de la Natividad de la Virgen María (en eslovaco: Katedrála Narodenia presvätej Bohorodičky) Es un templo católico que se encuentra en la calle Moyzesova, en el centro histórico de Košice, Eslovaquia. Es la catedral de la Eparquía de Košice.

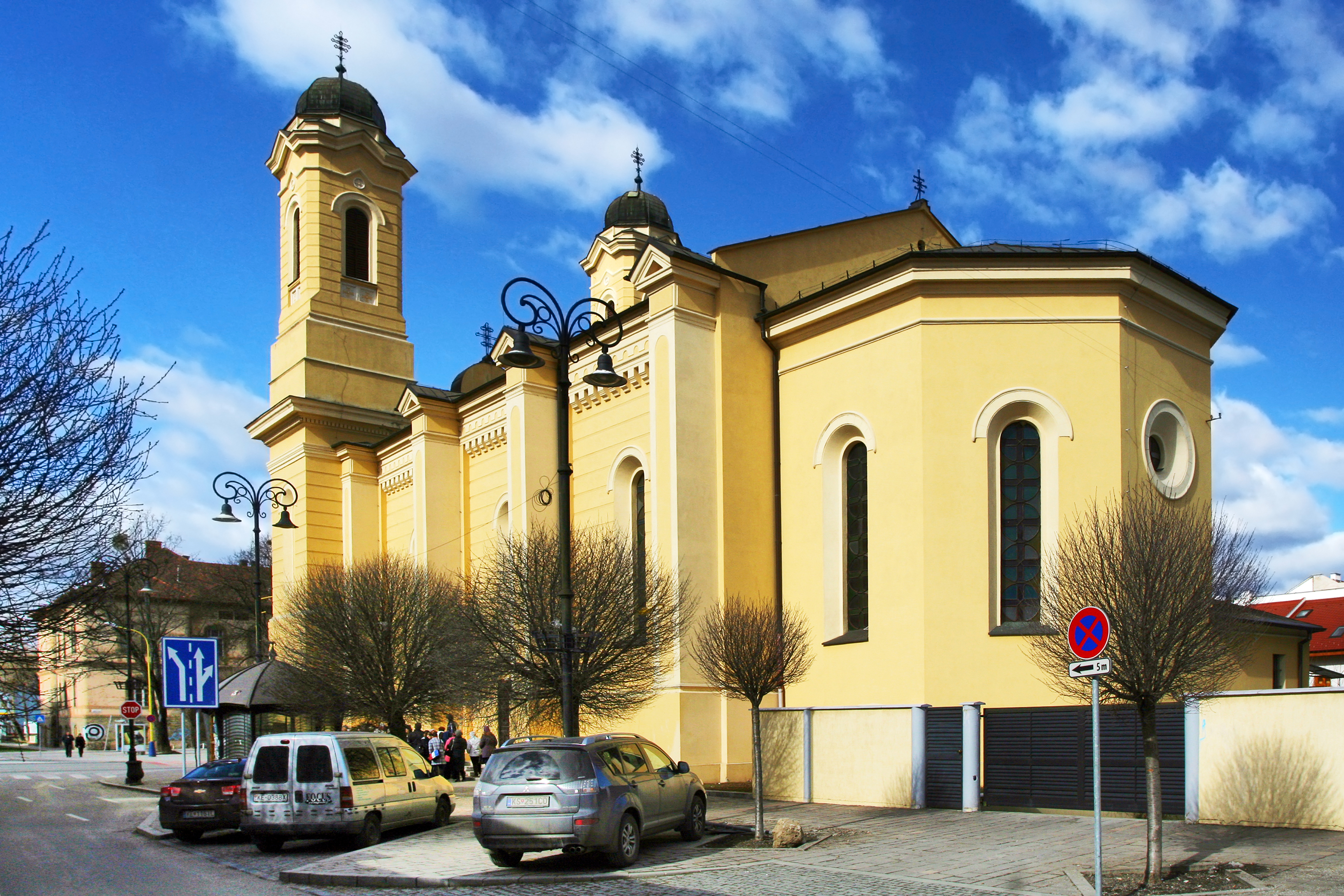
Otra vista del templo

Los católicos de rito greco católico o eslovaco comenzaron a establecerse en Košice en el siglo XVII. Fue 1852 que el obispo y la capilla fueron establecidos en Košice. Hasta entonces, los servicios religiosos se realizaban en la iglesia de los Franciscanos, y rara vez en la Capilla de San Miguel.
En 1880 la comunidad fue capaz de comprar Terrenos cerca de la capilla y realizar la construcción de la iglesia en el estilo neo-romano entre los años 1882 y 1898.
En la era comunista de la antigua Checoslovaquia, se le cedió la Iglesia ortodoxa después de la prohibición de la iglesia católica griega (bizantina católica). Después de 1990 fue devuelta a los católicos griegos y la iglesia fue reparada y restaurada a su condición actual. Es la catedral de la eparquía de Košice.